# (658) Asteria
(658) Asteria es un asteroide perteneciente al cinturón de asteroides descubierto el 23 de enero de 1908 por August Kopff desde el observatorio de Heidelberg-Königstuhl, Alemania.
Está nombrado por Asteria, nombre de varios personajes de la mitología griega.
Forma parte de la familia asteroidal de Coronis.